# Акмамедов, Мурадгельды
Мурадгельды Акмамедов (туркм. Myratgeldi Akmämmedow; род. 1951 год, село Рахат, Туркмен-Калинский район, Марыйская область, Туркменская ССР, СССР) — туркменский государственный деятель.

## Биография
В 1976 окончил Туркменский политехнический институт, по специальности — инженер-строитель.
Трудовую деятельность начал в 1969 году в средней школы № 4 Туркмен-Калинского района учителем начальных классов.
С 1976 по 1977 год — инженер-инспектор Ашхабадской инспекции Министерства мелиорации и водного хозяйства Туркмении.
В последующие семь (с 1977 по 1984 г.) работал на Сарыязанской передвижной механизированной колонне № 20 («Сарыязынская ПМК-20») Министерства мелиорации и водного хозяйства Туркмении сначала мастером, потом старшим прорабом, начальником участка, заместителем начальника мехколонны.
С 1985 по 1990 годы работал главным инженером Хаузханской передвижной механизированной колонны № 20 и начальником передвижной мехколонны № 18 управления «Главкаракумстрой».
В 1990—1994 был заместителем председателя исполкома КПСС[уточнить], заместителем хякима Огузханского этрапа Марыйского велаята.
В 1994—1995 — заместитель председателя ассоциации «Хемаят».
В 1995—2003 годах возглавлял строительно-монтажное управления Министерства автомобильного транспорта и автомобильных дорог Туркмении.
В 2003—2005 годы Маратгельды Акмаммедов возглавлял организационные подразделения Министерства водного хозяйства Туркмении: управление промышленности, строительства и механизации, а также строительное объединение «Гунбатарсувходжалык».
С 2005 по февраль 2007 года — первый заместитель министра водного хозяйства Туркменистана.
В 20.02.2007 — 21.07.2008 — министр водного хозяйства Туркмении.
В 22.07.2008 — 08.07.2011 — заместитель Председателя Кабинета министров Туркмении (в качестве вице-премьера курировал агропромышленный комплекс, в том числе проведение в стране реформы сельского хозяйства). Как заместитель Председателя Кабинета министров представлял Туркмению в Правлении Международного фонда спасения Арала. В статусе профильного вице-премьера отвечал за качество продовольственного обеспечения туркменской национальной туристической зоны «Аваза», обеспечил завершение строительства первой очереди искусственного «Туркменского озера», а также открытие в 2010 году Туркменского сельскохозяйственного института Министерства сельского и водного хозяйства страны в городе Дашогуз. Кроме этого Акмамедов выполнял обязанности куратора Дашогузского велаята. Уволен с должности вице-премьера Президентом Туркмении Гурбангулы Бердымухамедовым на расширенном заседании правительства как «не справившийся с возложенными на него обязанностями».